# Roffénéga
Roffénéga est une localité située dans le département de Pissila de la province du Sanmatenga dans la région Centre-Nord au Burkina Faso.

## Géographie
Roffénéga se trouve à 6 km au sud de Dibilou, à 20 km au sud-est de Barsalogho, à environ 20 km au nord-ouest du centre de Pissila, le chef-lieu du département, et à environ 30 km au nord-est de Kaya, la capitale régionale.

## Histoire
Depuis la fin des années 2010, le nord du département et le département de Barsalogho sont soumis à des attaques djihadistes terroristes récurrentes entrainant des conflits entre les communautés Peulh et Mossi avec d'importants exodes de populations vers le sud de la province. Dans ce contexte, après l'attaque du marché de Dibilou en juillet 2019 par un groupe terroriste (ayant fait quinze villageois et d'importants dégâts matériels), de nouvelles attaques et menaces de groupes armés dans les environs de Roffénéga entraîne la fuite d'une partie de sa population vers Pissila et Kaya dans des camps de déplacés internes.

## Économie
L'agro-pastoralisme est l'activité principale de Roffénéga avec les échanges commerciaux pratiqués sur son important marché local pour le secteur.

## Éducation et santé
Le centre de soins le plus proche de Roffénéga est le centre de santé et de promotion sociale (CSPS) de Dibilou tandis que le centre hospitalier régional (CHR) se trouve à Kaya.
Roffénéga possède une école primaire publique.